# Linn Persson
Linn Persson (Torsby, 27 de junio de 1994) es una deportista sueca que compite en biatlón.
Participó en dos Juegos Olímpicos de Invierno, obteniendo dos medallas, plata en Pyeongchang 2018 y oro en Pekín 2022, ambas en la prueba de relevo.
Ganó seis medallas en el Campeonato Mundial de Biatlón entre los años 2019 y 2024.

## Palmarés internacional
| Juegos Olímpicos   | Juegos Olímpicos             | Juegos Olímpicos  | Juegos Olímpicos |
| Año                | Lugar                        | Medalla           | Prueba           |
| ------------------ | ---------------------------- | ----------------- | ---------------- |
| 2018               | Pyeongchang (Corea del Sur)  | Medalla de plata  | Relevo           |
| 2022               | Pekín (China)                | Medalla de oro    | Relevo           |
| Campeonato Mundial |                              |                   |                  |
| Año                | Lugar                        | Medalla           | Prueba           |
| 2019               | Östersund (Suecia)           | Medalla de plata  | Relevo           |
| 2021               | Pokljuka (Eslovenia)         | Medalla de bronce | Relevo mixto     |
| 2023               | Oberhof (Alemania)           | Medalla de plata  | Individual       |
| 2023               | Oberhof (Alemania)           | Medalla de bronce | Velocidad        |
| 2023               | Oberhof (Alemania)           | Medalla de bronce | Relevo           |
| 2024               | Nové Město (República Checa) | Medalla de plata  | Relevo           |